# Llista de monuments del districte de Muret
Llista de monuments del districte de Muret (Alta Garona) registrats com a monuments històrics, bé catalogats d'interès nacional (classé) o bé inventariats d'interès regional (inscrit).
| Monument                                                  | Prot. | Època             | Localització                            | Coordenades                                          | Codi?      | Imatge |
| --------------------------------------------------------- | ----- | ----------------- | --------------------------------------- | ---------------------------------------------------- | ---------- | --- |
| Església Saint-Paul                                       | Inv.  | Segle XIII-XVIII  | Autariba                                | 43° 21′ 09″ N, 1° 28′ 41″ E / 43.35254°N,1.47801°E   | PA00094271 | Església Saint-Paul · Vegeu més fotos d'aquest monument · Carregueu una nova foto d'aquest monument                                       |
| Castell de Vignolles                                      | Inv.  | Segles XVI-XVII   | Bèumont de Lesa                         | 43° 23′ 08″ N, 1° 20′ 56″ E / 43.38552°N,1.34879°E   | PA00132673 | Castell de Vignolles · Carregueu una nova foto d'aquest monument                                                                          |
| Colomar del Grilhon                                       | Inv.  | Segles XVI-XVII   | Carbona 31 rue Etienne-Prosjean         | 43° 18′ 00″ N, 1° 13′ 37″ E / 43.299951°N,1.226917°E | PA31000085 | Colomar del Grilhon · Vegeu més fotos d'aquest monument · Carregueu una nova foto d'aquest monument                                       |
| Església                                                  | Inv.  | Segle XIV         | Carbona rue de l'Église                 | 43° 17′ 27″ N, 1° 13′ 37″ E / 43.290707°N,1.227081°E | PA00094303 | Església · Vegeu més fotos d'aquest monument · Carregueu una nova foto d'aquest monument                                                  |
| Església                                                  | Inv.  | Segle XIV         | Casèras                                 | 43° 12′ 20″ N, 1° 05′ 12″ E / 43.205598°N,1.086793°E | PA00094312 | Església · Vegeu més fotos d'aquest monument · Carregueu una nova foto d'aquest monument                                                  |
| Casa d'entremats de fusta                                 | Inv.  | Segle XVII        | Casèras 6 rue du Bourguet               | 43° 12′ 24″ N, 1° 05′ 17″ E / 43.206669°N,1.08804°E  | PA00094313 | Carregueu una nova foto d'aquest monument                                                                                                 |
| Castell                                                   | Inv.  | Edat mitjana      | Castanhac                               | 43° 13′ 56″ N, 1° 21′ 06″ E / 43.23222°N,1.35167°E   | PA31000058 | Castell · Vegeu més fotos d'aquest monument · Carregueu una nova foto d'aquest monument                                                   |
| Capella Notre-Dame-du-Bout-du-Pont                        | Inv.  | Segle XVIII       | L'Èrm                                   | 43° 25′ 46″ N, 1° 13′ 26″ E / 43.42939°N,1.22379°E   | PA00094371 | Capella Notre-Dame-du-Bout-du-Pont · Vegeu més fotos d'aquest monument · Carregueu una nova foto d'aquest monument                        |
| Església Saint-André                                      | Cat.  | 1527, 1843        | L'Èrm                                   | 43° 25′ 47″ N, 1° 13′ 24″ E / 43.42975°N,1.22322°E   | PA00094372 | Església Saint-André · Vegeu més fotos d'aquest monument · Carregueu una nova foto d'aquest monument                                      |
| Església                                                  | Cat.  | Segles XII-XIV    | Èunas                                   | 43° 25′ 07″ N, 1° 21′ 13″ E / 43.41864°N,1.35352°E   | PA00094326 | Església · Vegeu més fotos d'aquest monument · Carregueu una nova foto d'aquest monument                                                  |
| Antic priorat                                             | Inv.  | Segles XIV-XVII   | Èunas                                   | 43° 25′ 08″ N, 1° 21′ 14″ E / 43.41891°N,1.35382°E   | PA00094695 | Antic priorat · Vegeu més fotos d'aquest monument · Carregueu una nova foto d'aquest monument                                             |
| Església Saint-Martin                                     | Inv.  | 1516, 1542        | Fontanilhas                             | 43° 33′ 10″ N, 1° 11′ 31″ E / 43.55266°N,1.19203°E   | PA00094331 | Església Saint-Martin · Vegeu més fotos d'aquest monument · Carregueu una nova foto d'aquest monument                                     |
| Castell des Demoiselles                                   | Inv.  | Segles XVIII-XIX  | Frosins                                 | 43° 31′ 51″ N, 1° 18′ 47″ E / 43.53078°N,1.31307°E   | PA00094336 | Castell des Demoiselles · Carregueu una nova foto d'aquest monument                                                                       |
| Església                                                  | Inv.  | Segle XV          | Frosins                                 | 43° 30′ 55″ N, 1° 19′ 27″ E / 43.51523°N,1.32419°E   | PA00094337 | Església · Vegeu més fotos d'aquest monument · Carregueu una nova foto d'aquest monument                                                  |
| Castell                                                   | Inv.  | Segle XVIII       | Gençac de Garona                        | 43° 13′ 04″ N, 1° 07′ 47″ E / 43.21786°N,1.12977°E   | PA00094343 | Carregueu una nova foto d'aquest monument                                                                                                 |
| Església                                                  | Inv.  | Segle XV          | Gratens                                 | 43° 19′ 19″ N, 1° 06′ 52″ E / 43.32202°N,1.11449°E   | PA00094348 | Carregueu una nova foto d'aquest monument                                                                                                 |
| Creu del segle xviii                                      | Inv.  | Segle XVIII       | Gratens                                 | 43° 19′ 19″ N, 1° 06′ 52″ E / 43.32202°N,1.11449°E   | PA00094347 | Carregueu una nova foto d'aquest monument                                                                                                 |
| Castell                                                   | Inv.  |                   | La Hita Bigordana                       | 43° 18′ 10″ N, 1° 09′ 32″ E / 43.30273°N,1.15895°E   | PA00094685 | Carregueu una nova foto d'aquest monument                                                                                                 |
| Església Saint-Pierre-ès-Liens                            | Inv.  | 1834, 1855        | Le Hosseret                             | 43° 16′ 52″ N, 1° 03′ 57″ E / 43.28124°N,1.06572°E   | PA31000056 | Església Saint-Pierre-ès-Liens · Vegeu més fotos d'aquest monument · Carregueu una nova foto d'aquest monument                            |
| Castell Sainte-Marie                                      | Cat.  | Segles XVI-XIX    | Longatges                               | 43° 21′ 22″ N, 1° 14′ 30″ E / 43.355999°N,1.241752°E | PA00094373 | Castell Sainte-Marie · Carregueu una nova foto d'aquest monument                                                                          |
| Església                                                  | Inv.  | Segle XIV         | Longatges                               | 43° 21′ 23″ N, 1° 14′ 26″ E / 43.35627°N,1.240473°E  | PA00094374 | Església · Vegeu més fotos d'aquest monument · Carregueu una nova foto d'aquest monument                                                  |
| Llotja-ajuntament                                         | Inv.  | 1907              | Longatges place du Village              | 43° 21′ 19″ N, 1° 14′ 24″ E / 43.355412°N,1.239896°E | PA31000037 | Llotja-ajuntament · Carregueu una nova foto d'aquest monument                                                                             |
| Castell de Thèbe                                          | Inv.  | Segles XVII-XVIII | Martras Tolosana                        | 43° 12′ 12″ N, 0° 59′ 39″ E / 43.2034°N,0.99406°E    | PA00135451 | Carregueu una nova foto d'aquest monument                                                                                                 |
| Església Saint-Vidian                                     | Inv.  | 1309              | Martras Tolosana                        | 43° 11′ 58″ N, 1° 00′ 40″ E / 43.19944°N,1.01111°E   | PA00094377 | Església Saint-Vidian · Vegeu més fotos d'aquest monument · Carregueu una nova foto d'aquest monument                                     |
| Zona arqueològica de la vil·la gal·loromana de Chiragan   | Inv.  | Gal·loromà        | Martras Tolosana                        | 43° 11′ 23″ N, 1° 00′ 48″ E / 43.18969°N,1.01336°E   | PA31000003 | Zona arqueològica de la vil·la gal·loromana de Chiragan · Carregueu una nova foto d'aquest monument                                       |
| Església Saint-Étienne                                    | Inv.  | Segles XV-XIX     | Mausac                                  | 43° 22′ 33″ N, 1° 17′ 32″ E / 43.37591°N,1.29231°E   | PA31000038 | Església Saint-Étienne · Vegeu més fotos d'aquest monument · Carregueu una nova foto d'aquest monument                                    |
| Església                                                  | Cat.  | Segles XI-XV      | Montbrun del Boscatge                   | 43° 07′ 41″ N, 1° 16′ 06″ E / 43.128°N,1.26847°E     | PA00094385 | Església · Vegeu més fotos d'aquest monument · Carregueu una nova foto d'aquest monument                                                  |
| Maisons des Moines, casa d'entramats de fusta             | Inv.  | Segle XIV         | Montbrun del Boscatge Rue des Moines    | 43° 07′ 39″ N, 1° 16′ 03″ E / 43.1276°N,1.2676°E     | PA00094386 | Carregueu una nova foto d'aquest monument                                                                                                 |
| Castell de Palays                                         | Inv.  | Segles XV-XVI     | Montesquiu de Volvèstre                 | 43° 11′ 04″ N, 1° 15′ 11″ E / 43.1844°N,1.25315°E    | PA00094390 | Carregueu una nova foto d'aquest monument                                                                                                 |
| Església Saint-Victor                                     | Cat.  | 1246-1550         | Montesquiu de Volvèstre                 | 43° 12′ 31″ N, 1° 13′ 52″ E / 43.20853°N,1.23104°E   | PA00094391 | Església Saint-Victor · Vegeu més fotos d'aquest monument · Carregueu una nova foto d'aquest monument                                     |
| Castell de Cadeilhac                                      | Inv.  | 1750              | Muret                                   | 43° 26′ 05″ N, 1° 19′ 12″ E / 43.43486°N,1.31994°E   | PA31000062 | Carregueu una nova foto d'aquest monument                                                                                                 |
| Castell de Rudelle                                        | Inv.  | Segles XVI-XVII   | Muret                                   | 43° 27′ 07″ N, 1° 18′ 38″ E / 43.451899°N,1.310564°E | PA00094404 | Carregueu una nova foto d'aquest monument                                                                                                 |
| Església Saint-Jacques                                    | Cat.  | Segles XII-XIX    | Muret place des Etats-du-Comminges      | 43° 27′ 39″ N, 1° 19′ 34″ E / 43.460844°N,1.326148°E | PA00094405 | Església Saint-Jacques · Vegeu més fotos d'aquest monument · Carregueu una nova foto d'aquest monument                                    |
| Parc Clément Ader                                         | Inv.  | 1930              | Muret square Clément Ader               | 43° 27′ 41″ N, 1° 19′ 21″ E / 43.461495°N,1.322519°E | PA31000039 | Parc Clément Ader · Carregueu una nova foto d'aquest monument                                                                             |
| Casa                                                      | Inv.  | Segle XV          | Muret 30 rue Clément-Ader               | 43° 27′ 39″ N, 1° 19′ 39″ E / 43.460867°N,1.327554°E | PA00094406 | Casa · Vegeu més fotos d'aquest monument · Carregueu una nova foto d'aquest monument                                                      |
| Maison de Pardailhan                                      | Cat.  | 1573              | Noèr 121 route de Toulouse              | 43° 21′ 17″ N, 1° 16′ 27″ E / 43.3548°N,1.2742°E     | PA00094409 | Maison de Pardailhan · Vegeu més fotos d'aquest monument · Carregueu una nova foto d'aquest monument                                      |
| Piràmide marcant el límit de la Guiena i el Llenguadoc    | Inv.  | Segle XVII        | Noèr route de Mauzac                    | 43° 22′ 12″ N, 1° 16′ 29″ E / 43.37008°N,1.27477°E   | PA00094379 | Piràmide marcant el límit de la Guiena i el Llenguadoc · Vegeu més fotos d'aquest monument · Carregueu una nova foto d'aquest monument    |
| Castell                                                   | Inv.  |                   | Palamenic                               | 43° 12′ 07″ N, 1° 04′ 04″ E / 43.20194°N,1.06778°E   | PA00094412 | Castell · Vegeu més fotos d'aquest monument · Carregueu una nova foto d'aquest monument                                                   |
| Maison du Tilleul                                         | Inv.  |                   | Palamenic                               | 43° 12′ 08″ N, 1° 04′ 06″ E / 43.20215°N,1.06844°E   | PA00094415 | Carregueu una nova foto d'aquest monument                                                                                                 |
| Maison Le Roucat                                          | Inv.  | Segle XVI         | Palamenic                               | 43° 12′ 08″ N, 1° 04′ 05″ E / 43.20212°N,1.06807°E   | PA00094414 | Carregueu una nova foto d'aquest monument                                                                                                 |
| Campanar i capella                                        | Inv.  | Segle XVII        | Palamenic                               | 43° 12′ 15″ N, 1° 03′ 58″ E / 43.20403°N,1.0661°E    | PA00094413 | Carregueu una nova foto d'aquest monument                                                                                                 |
| Castell i granja                                          | Inv.  | Segles XIII-XVIII | Pinsaguèl                               | 43° 30′ 41″ N, 1° 23′ 46″ E / 43.5114°N,1.3961°E     | PA00094420 | Castell i granja · Carregueu una nova foto d'aquest monument                                                                              |
| Església                                                  | Inv.  | Segle XVI         | Le Plan                                 | 43° 09′ 58″ N, 1° 07′ 17″ E / 43.16617°N,1.12139°E   | PA00094423 | Església · Vegeu més fotos d'aquest monument · Carregueu una nova foto d'aquest monument                                                  |
| Castell de la Creuse                                      | Inv.  | Segles XVI-XVIII  | Portèth de Garona                       | 43° 30′ 52″ N, 1° 25′ 11″ E / 43.5145°N,1.4197°E     | PA00094427 | Castell de la Creuse · Carregueu una nova foto d'aquest monument                                                                          |
| Església                                                  | Inv.  | Segles XIV-XV     | Portèth de Garona                       | 43° 31′ 20″ N, 1° 24′ 25″ E / 43.52224°N,1.40685°E   | PA00094428 | Església · Vegeu més fotos d'aquest monument · Carregueu una nova foto d'aquest monument                                                  |
| Piràmide marcant el límit entre la Guiana i el Llenguadoc | Inv.  | Segle XVII        | Portèth de Garona                       | 43° 30′ 54″ N, 1° 22′ 54″ E / 43.5151°N,1.3816°E     | PA00094429 | Piràmide marcant el límit entre la Guiana i el Llenguadoc · Vegeu més fotos d'aquest monument · Carregueu una nova foto d'aquest monument |
| Església Saint-Martin                                     | Cat.  | 1252-1367         | Pojarramet                              | 43° 24′ 59″ N, 1° 10′ 27″ E / 43.41639°N,1.17412°E   | PA00094430 | Església Saint-Martin · Vegeu més fotos d'aquest monument · Carregueu una nova foto d'aquest monument                                     |
| Església Saint-Jean-et-Saint-Blaise                       | Inv.  | Segles XII-XIX    | Puègdanièl                              | 43° 20′ 14″ N, 1° 25′ 57″ E / 43.33714°N,1.43241°E   | PA00094432 | Església Saint-Jean-et-Saint-Blaise · Vegeu més fotos d'aquest monument · Carregueu una nova foto d'aquest monument                       |
| Mercat de Riumas                                          | Inv.  | 1822              | Riumas place des Marchands              | 43° 24′ 45″ N, 1° 07′ 13″ E / 43.41257°N,1.12025°E   | PA31000066 | Mercat de Riumas · Vegeu més fotos d'aquest monument · Carregueu una nova foto d'aquest monument                                          |
| Antiga catedral Sainte-Marie, avui església parroquial    | Cat.  | 1222-1330         | Rius 9 rue de l'Evêché                  | 43° 15′ 30″ N, 1° 12′ 11″ E / 43.258323°N,1.203188°E | PA00094436 | Antiga catedral Sainte-Marie, avui església parroquial · Vegeu més fotos d'aquest monument · Carregueu una nova foto d'aquest monument    |
| La Tourasse                                               | Inv.  | Segle XIV         | Rius rue du Théatre; rue des Salle      | 43° 15′ 25″ N, 1° 12′ 03″ E / 43.257083°N,1.200778°E | PA00094671 | La Tourasse · Vegeu més fotos d'aquest monument · Carregueu una nova foto d'aquest monument                                               |
| Maison Laguens                                            | Inv.  | Segle XVIII       | Rius rue de l'Evêché                    | 43° 15′ 29″ N, 1° 12′ 08″ E / 43.258056°N,1.202361°E | PA00094437 | Maison Laguens · Vegeu més fotos d'aquest monument · Carregueu una nova foto d'aquest monument                                            |
| Pont de Lajous                                            | Inv.  | 1620              | Rius                                    | 43° 15′ 30″ N, 1° 12′ 14″ E / 43.258247°N,1.203775°E | PA00094441 | Pont de Lajous · Vegeu més fotos d'aquest monument · Carregueu una nova foto d'aquest monument                                            |
| Casa d'entremats de fusta                                 | Cat.  | Segles XV-XVI     | Rius 5 place de Lastic                  | 43° 15′ 29″ N, 1° 12′ 12″ E / 43.258135°N,1.203204°E | PA00094439 | Casa d'entremats de fusta · Vegeu més fotos d'aquest monument · Carregueu una nova foto d'aquest monument                                 |
| Casa d'entremats de fusta                                 | Inv.  | Segle XV          | Rius 3 place de Lastic                  | 43° 15′ 29″ N, 1° 12′ 12″ E / 43.258143°N,1.203298°E | PA00094438 | Casa d'entremats de fusta · Vegeu més fotos d'aquest monument · Carregueu una nova foto d'aquest monument                                 |
| Casa                                                      | Inv.  | Segle XV          | Rius 1 place de Lastic; pont de Lajous  | 43° 15′ 29″ N, 1° 12′ 13″ E / 43.258149°N,1.203501°E | PA00094440 | Casa · Vegeu més fotos d'aquest monument · Carregueu una nova foto d'aquest monument                                                      |
| Església                                                  | Inv.  |                   | Sabonèras                               | 43° 28′ 00″ N, 1° 03′ 48″ E / 43.4666°N,1.06329°E    | PA00094442 | Església · Vegeu més fotos d'aquest monument · Carregueu una nova foto d'aquest monument                                                  |
| Granja                                                    | Inv.  | 1774              | Sabonèras Mejoun                        | 43° 28′ 01″ N, 1° 03′ 51″ E / 43.46708°N,1.06414°E   | PA00094443 | Granja · Vegeu més fotos d'aquest monument · Carregueu una nova foto d'aquest monument                                                    |
| Església                                                  | Inv.  | Segle XIII        | Sajàs                                   | 43° 22′ 36″ N, 1° 01′ 10″ E / 43.37661°N,1.01952°E   | PA00094481 | Església · Vegeu més fotos d'aquest monument · Carregueu una nova foto d'aquest monument                                                  |
| Església Notre-Dame                                       | Inv.  | Segles XII-XIX    | Saubens                                 | 43° 28′ 44″ N, 1° 20′ 52″ E / 43.47878°N,1.34767°E   | PA00094486 | Església Notre-Dame · Vegeu més fotos d'aquest monument · Carregueu una nova foto d'aquest monument                                       |
| Castell                                                   | Inv.  | Segle XVII        | Savèra                                  | 43° 22′ 13″ N, 1° 06′ 15″ E / 43.37032°N,1.10412°E   | PA00094487 | Carregueu una nova foto d'aquest monument                                                                                                 |
| Església                                                  | Inv.  | Edat mitjana      | Savèra                                  | 43° 22′ 13″ N, 1° 06′ 18″ E / 43.37019°N,1.10496°E   | PA00094488 | Església · Vegeu més fotos d'aquest monument · Carregueu una nova foto d'aquest monument                                                  |
| Església                                                  | Inv.  | 1784-1790         | Sèishes                                 | 43° 29′ 55″ N, 1° 18′ 42″ E / 43.498584°N,1.311773°E | PA00094492 | Església · Vegeu més fotos d'aquest monument · Carregueu una nova foto d'aquest monument                                                  |
| Château                                                   | Inv.  | Segles XVIII-XIX  | Sent Clar de Ribèra                     | 43° 28′ 03″ N, 1° 12′ 58″ E / 43.4675°N,1.216°E      | PA00094683 | Château · Vegeu més fotos d'aquest monument · Carregueu una nova foto d'aquest monument                                                   |
| Castell                                                   | Inv.  | 1540-1548         | Sent Helitz deu Castèth                 | 43° 16′ 41″ N, 1° 08′ 11″ E / 43.278056°N,1.136389°E | PA00094452 | Castell · Vegeu més fotos d'aquest monument · Carregueu una nova foto d'aquest monument                                                   |
| Piràmide marcant el límit entre la Guiana i el Llenguadoc | Inv.  | Segle XVII        | Sent Helitz deu Castèth                 | 43° 16′ 29″ N, 1° 08′ 22″ E / 43.2747°N,1.13943°E    | PA00094453 | Piràmide marcant el límit entre la Guiana i el Llenguadoc · Carregueu una nova foto d'aquest monument                                     |
| Mercat                                                    | Inv.  | 1842              | Sent Lis place Nationale                | 43° 30′ 50″ N, 1° 10′ 35″ E / 43.513792°N,1.176513°E | PA31000068 | Mercat · Vegeu més fotos d'aquest monument · Carregueu una nova foto d'aquest monument                                                    |
| Castell de Sent Miquèu                                    | Inv.  | Segle XVIII       | Sent Miquèu                             | 43° 10′ 06″ N, 1° 05′ 10″ E / 43.16832°N,1.08616°E   | PA31000057 | Carregueu una nova foto d'aquest monument                                                                                                 |
| Església                                                  | Cat.  | 1480-1546         | Sent Somplesi                           | 43° 19′ 41″ N, 1° 19′ 13″ E / 43.32792°N,1.32039°E   | PA00094478 | Església · Vegeu més fotos d'aquest monument · Carregueu una nova foto d'aquest monument                                                  |
| Creu de ferro del segle xviii                             | Inv.  | Segle XVIII       | Sent Somplesi Place de l'Hôtel de Ville | 43° 19′ 42″ N, 1° 19′ 22″ E / 43.3282°N,1.3228°E     | PA00094477 | Creu de ferro del segle xviii · Vegeu més fotos d'aquest monument · Carregueu una nova foto d'aquest monument                             |
| Ajuntament i cases de la plaça                            | Inv.  | Segle XVII        | Sent Somplesi                           | 43° 19′ 41″ N, 1° 19′ 23″ E / 43.3281°N,1.32297°E    | PA00094479 | Ajuntament i cases de la plaça · Carregueu una nova foto d'aquest monument                                                                |
| Casa de maons amb coberts                                 | Inv.  | Segle XVII        | Sent Somplesi 2 rue Pasteur             | 43° 19′ 40″ N, 1° 19′ 20″ E / 43.3278°N,1.3221°E     | PA00094480 | Carregueu una nova foto d'aquest monument                                                                                                 |
| Antiga abadia de Boulbonne                                | Cat.  | 1652, 1738        | Senta Gabèla                            | 43° 18′ 21″ N, 1° 33′ 20″ E / 43.30583°N,1.55556°E   | PA00094314 | Antiga abadia de Boulbonne · Vegeu més fotos d'aquest monument · Carregueu una nova foto d'aquest monument                                |
| Església Notre-Dame                                       | Cat.  | Segle XV-XVIII    | Senta Gabèla                            | 43° 18′ 46″ N, 1° 31′ 57″ E / 43.31289°N,1.53254°E   | PA00094315 | Església Notre-Dame · Vegeu més fotos d'aquest monument · Carregueu una nova foto d'aquest monument                                       |
| Parc del Secourieu i els seus ornaments                   | Inv.  | 1714, 1830        | Senta Gabèla                            | 43° 20′ 00″ N, 1° 29′ 26″ E / 43.33337°N,1.49046°E   | PA00094316 | Carregueu una nova foto d'aquest monument                                                                                                 |
| Colomar del Bouyssou                                      | Cat.  |                   | Senta Gabèla                            | 43° 19′ 32″ N, 1° 33′ 28″ E / 43.3256°N,1.5577°E     | PA00094317 | Carregueu una nova foto d'aquest monument                                                                                                 |
| Església Saint-Pierre-et-Saint-Phébade                    | Cat.  | Segles XII-XIX    | Venèrca                                 | 43° 25′ 58″ N, 1° 26′ 34″ E / 43.432912°N,1.442726°E | PA00094653 | Església Saint-Pierre-et-Saint-Phébade · Vegeu més fotos d'aquest monument · Carregueu una nova foto d'aquest monument                    |
| Molí                                                      | Inv.  | Segle XVII        | Vernet le Hameau du Moulin              | 43° 26′ 40″ N, 1° 25′ 34″ E / 43.44455°N,1.42603°E   | PA00094659 | Carregueu una nova foto d'aquest monument                                                                                                 |
| Església Saint-Pierre-et-Saint-Paul                       | Inv.  | 1236              | La Vernosa e la Caça                    | 43° 23′ 48″ N, 1° 15′ 41″ E / 43.39668°N,1.26143°E   | PA00094368 | Església Saint-Pierre-et-Saint-Paul · Vegeu més fotos d'aquest monument · Carregueu una nova foto d'aquest monument                       |